# 연제부인
연제부인 박씨(延帝夫人 朴氏)는 신라 중기의 왕족, 왕비로 지증왕의 부인이었다.  삼국사기와 삼국유사에는 이찬(伊飡) 등흔(登欣)의 딸이라 한다. 그러나 삼국사기의 다른 기록에 의하면 모량부(牟梁部) 대인의 딸이라고도 한다.
삼국사기와 삼국유사에는 기골이 장대하고 체구가 커서 배우자가 없었던 지증왕에게는 즉위 초 알맞은 배우자가 없었는데, 사신을 보내 신라 국내를 수소문하게 하던 중 연못가의 대변이 큰 것을 보고, 체구가 클 것이라 하여 수소문하여 연제부인(延帝夫人)을 발견하고 배우자로 삼았다는 전설이 전한다. 실제로 연제부인은 여자이면서도 당대의 웬만한 남자들보다 더 체격이 좋았다.

## 가족 관계
- 남편 : 지증왕
  - 장남: 법흥왕 김원종(金原宗) 또는 김모즉지(金牟卽智, 金另卽智)
  - 며느리 : 보도부인, 첫 남편 소지 마립간과 선혜부인 김씨의 딸
  - 차남: 김입종 (金立宗)
  - 며느리: 법흥왕의 딸 지소태후 (只召太后)
    - 손자 : 진흥왕
    - 손자 : 김숙흘종 (肅訖宗)
- 시동생 : 김아진종 (金阿珍宗)

## 참고 문헌
- 삼국사기(三國史記)
- 삼국유사(三國遺事)